# Ricoh Open 2016 - Qualificazioni singolare maschile
Le qualificazioni del singolare maschile del Ricoh Open 2016 sono state un torneo di tennis preliminare per accedere alla fase finale della manifestazione. I vincitori dell'ultimo turno sono entrati di diritto nel tabellone principale. In caso di ritiro di uno o più giocatori aventi diritto a questi sono subentrati i lucky loser, ossia i giocatori che hanno perso nell'ultimo turno ma che avevano una classifica più alta rispetto agli altri partecipanti che avevano comunque perso nel turno finale.

## Teste di serie
1. Konstantin Kravčuk (ultimo turno)
2. Lukáš Lacko (qualificato)
3. Marco Chiudinelli (ultimo turno)
4. Austin Krajicek (ultimo turno)

1. Miša Zverev (primo turno)
2. Dennis Novikov (qualificato)
3. Ryan Harrison (primo turno)
4. Alejandro Falla (ultimo turno)

## Qualificati
1. Daniil Medvedev
2. Lukáš Lacko

1. Ernesto Escobedo
2. Dennis Novikov

## Tabellone

### Legenda
| - Q = Qualificato - WC = Wild card - LL = Lucky loser | - ALT = Alternate - SE = Special Exempt - PR = Protected Ranking | - w/o = Walkover - r = Ritirato - d = Squalificato |

### Sezione 1
|  | Primo turno | Primo turno        | Primo turno        | Primo turno | Primo turno |  |  | Ultimo turno | Ultimo turno       | Ultimo turno       | Ultimo turno | Ultimo turno |  |
|  |             |                    |                    |             |             |  |  |              |                    |                    |              |              |  |
|  | 1           | Konstantin Kravčuk | Konstantin Kravčuk | 6           | 6           |  |  |              |                    |                    |              |              |  |
|  | WC          | Ruben Bemelmans    | Ruben Bemelmans    | 4           | 4           |  |  | 1            | Konstantin Kravčuk | Konstantin Kravčuk | 3            | 1            |  |
|  |             | Daniil Medvedev    | Daniil Medvedev    | 6           | 6           |  |  |              | Daniil Medvedev    | Daniil Medvedev    | 6            | 6            |  |
|  | 5           | Miša Zverev        | Miša Zverev        | 1           | 4           |  |  |              |                    |                    |              |              |  |

### Sezione 2
|  | Primo turno | Primo turno     | Primo turno     | Primo turno | Primo turno |  |  | Ultimo turno | Ultimo turno    | Ultimo turno    | Ultimo turno | Ultimo turno |  |
|  |             |                 |                 |             |             |  |  |              |                 |                 |              |              |  |
|  | 2           | Lukáš Lacko     | Lukáš Lacko     | 6           | 6           |  |  |              |                 |                 |              |              |  |
|  |             | Amir Weintraub  | Amir Weintraub  | 2           | 3           |  |  | 2            | Lukáš Lacko     | Lukáš Lacko     | 7            | 6            |  |
|  |             | Matthew Barton  | Matthew Barton  | 4           | 5           |  |  | 8            | Alejandro Falla | Alejandro Falla | 5            | 3            |  |
|  | 8           | Alejandro Falla | Alejandro Falla | 6           | 7           |  |  |              |                 |                 |              |              |  |

### Sezione 3
|  | Primo turno | Primo turno       | Primo turno      | Primo turno | Primo turno |  |  | Ultimo turno | Ultimo turno      | Ultimo turno      | Ultimo turno | Ultimo turno |  |
|  |             |                   |                  |             |             |  |  |              |                   |                   |              |              |  |
|  | 3           | Marco Chiudinelli | 4                | 6           | 6           |  |  |              |                   |                   |              |              |  |
|  |             | Matt Reid         | 6                | 3           | 4           |  |  | 3            | Marco Chiudinelli | Marco Chiudinelli | 4            | 5            |  |
|  |             | Ernesto Escobedo  | Ernesto Escobedo | 7           | 7           |  |  |              | Ernesto Escobedo  | Ernesto Escobedo  | 6            | 7            |  |
|  | 7           | Ryan Harrison     | Ryan Harrison    | 68          | 64          |  |  |              |                   |                   |              |              |  |

### Sezione 4
|  | Primo turno | Primo turno      | Primo turno | Primo turno | Primo turno |  |  | Ultimo turno | Ultimo turno    | Ultimo turno    | Ultimo turno | Ultimo turno |  |
|  |             |                  |             |             |             |  |  |              |                 |                 |              |              |  |
|  | 4           | Austin Krajicek  | 7           | 65          | 6           |  |  |              |                 |                 |              |              |  |
|  | WC          | Viktor Durasovic | 6(1)        | 7           | 2           |  |  | 4            | Austin Krajicek | Austin Krajicek | 64           | 65           |  |
|  |             | Michal Konečný   | 7           | 1           | 2           |  |  | 6            | Dennis Novikov  | Dennis Novikov  | 7            | 7            |  |
|  | 6           | Dennis Novikov   | 63          | 6           | 6           |  |  |              |                 |                 |              |              |  |